# Goldy und Peter de Vries
Goldy und Peter de Vries waren ein niederländisches Musikantenduo, das in den 1940er Jahren mit dem Lied Von den blauen Bergen kommen wir bekannt wurde. Das Duo machte Schlager, der überwiegend von der US-amerikanischen Country-Musik, Bluegrass und der Mountain Music beeinflusst war und mit Cowboy-Motiven spielte.

## Karriereverlauf

Von den blauen Bergen kommen wir auf Schellackplatte

Das Duo bestand aus Goldy (Gesang) und Peter de Vries (Gesang, Akkordeon). Das Label Polydor nahm das aus den Niederlanden stammende Duo unter Vertrag. 1949 wurde die deutsche Coverversion von She’ll Be Coming ’Round the Mountain unter dem Titel Von den blauen Bergen kommen wir veröffentlicht. Das Lied wurde von Heinz Woezel und Peter de Vries auf Deutsch umgeschrieben. Die Schellackplatte erschien in einer Auflage von 100.000 Stück. Das Lied wurde ein großer Erfolg und ist heute in zahlreichen Liederbüchern erhalten. Zusammen mit Caprifischer von Rudi Schuricke läutete es eine Welle von Nachkriegsschlagern ein, die auf Western-Motive oder Italienromantik setzten.
Das Duo wurde im Weiteren von dem Horst-Wende-Trio oder den Kihula-Hawaiians auch bei anderen Titeln begleitet. 1955 hatte das Duo mit Tausend Kuller-Kuller-Tränen einen weiteren Hit.

## Diskografie
Singles (A/B-Seite, Label)
- 1949: Von den blauen Bergen kommen wir (She'll Be Coming 'Round the Mountain)/Cowboy-Jimmy; Polydor 48471; mit dem Horst-Wende-Trio
- 1949: Sarina/Mich zieht's zurück nach Hawaii; Polydor 48218
- 1949: Die Trapper von Alaska/Weit, ach weit ist der Weg in die Heimat Polydor 48696
- 1949: Hast du Töne!/Cigarettes and Whisky; Polydor 48268; mit dem Horst-Wende-Trio
- 1955: Tausend Kuller-Kuller-Tränen/Du braunes Mädel von Hawaii; Telefunken U 45 687; mit den Kihula Hawaiians und dem Horst-Wende-Trio
- 1955: Fern am Strande von Samoa/Lula-Leila; Telefunken A 11818 mit den Kihula Hawaiians
- 1955: Wenn in Südkarolina die Baumwolle blüht/Wenn der Mond scheint auf Hawaii, Telefunken A 11750; mit den Kihula Hawaiians

EP
- 1962: Hawaii-Klänge; AMIGA 5 50 031; mit den Kihula-Hawaiians, Waikikis und dem Hemmann-Quintett